# Bușteni
Bușteni est une ville roumaine du județ de Prahova, dans la région historique de Valachie et dans la région de développement du Sud.

## Géographie
La ville de Bușteni est située en Munténie (Grande Valachie), dans le nord du județ, à la limite avec le județ de Brașov et celui de Dâmbovița, dans la vallée de la Prahova, au pied des monts Bucegi, dans les Alpes de Transylvanie, à 11 km au nord de Sinaia, à 37 km au sud de Brașov et à 71 km au nord de Ploiești, le chef-lieu du județ.
La municipalité est composée des localités suivantes (population en 1992) :
- Bușteni (9 699) ;
- Poiana Țapului (2 787).

## Histoire
La ville a été le théâtre de nombreux combats en 1916 entre l'armée roumaine et l'armée austro-hongroise. Après la Première Guerre mondiale, une grande croix métallique (Crucea Eroilor Neamului) de 25 m de haut a été construite à 2 291 m d'altitude, près du sommet du mont Caraiman, qui domine la ville, en hommage aux nombreux soldats roumains tombés dans les parages.

## Politique
Le conseil municipal de Bușteni compte 17 sièges de conseillers municipaux. À l'issue des élections municipales de juin 2016, Emanoil Savin (PSD) a été réélu maire de la commune.
| Parti | Parti                                      | Nombre de conseillers |
| ----- | ------------------------------------------ | --------------------- |
|       | Parti social-démocrate (PSD)               | 8                     |
|       | Parti de la Grande Roumanie (PRM)          | 1                     |
|       | Alliance des libéraux et démocrates (ALDE) | 1                     |
|       | Parti Mouvement populaire (PMP)            | 2                     |
|       | Parti écologiste roumain (PER)             | 2                     |
|       | Parti national libéral (PNL)               | 1                     |

## Religions
En 2002, la composition religieuse de la commune était la suivante :
- Chrétiens orthodoxes, 97,50 % ;
- Catholiques romains, 0,47 % ;
- Pentecôtistes, 0,33 % ;
- Chrétiens évangéliques, 0,29 % ;
- Baptistes, 0,27 % ;
- Adventistes du septième jour, 0,27 % ;
- Catholiques grecs, 0,21 %.

## Démographie
En 2002, la commune comptait 10 368 Roumains (99,09 %), 44 Tsiganes (0,42 %), 25 Hongrois (0,23 %) et 15 Allemands (0,14 %).
| 1948  | 1956  | 1966   | 1977   | 1992   | 2002   | 2007   |
| ----- | ----- | ------ | ------ | ------ | ------ | ------ |
| 4 552 | 8 591 | 10 781 | 12 223 | 12 486 | 10 463 | 10 131 |

## Économie
L'économie de la commune repose sur l'exploitation des forêts et le tourisme. Bușteni est un important centre touristique roumain bénéficiant d'infrastructures nombreuses (hôtels, pensions...). La ville est le point de départ de nombreuses randonnées dans les Monts Bucegi et leur point culminant du Mont Omul (2 505 m d'altitude), elle bénéficie aussi de sa proximité avec Sinaia, autre centre touristique très important.

## Communications

### Routes
Bușteni est située sur la route nationale DN1 (Route européenne 60) Bucarest-Ploiești-Brașov.

### Voies ferrées
La ville est desservie par la ligne 300 des chemins de fer roumains (Căile Ferate Române) Bucarest-Ploiești-Brașov.

## Lieux et monuments
- Mont Caraiman (2 291 m), croix des Héros construite entre 1926 et 1928 pour rendre hommage aux soldats roumains de la Première Guerre mondiale[5].
- Parc national des Monts Bucegi, accès par téléphérique aux babele (les vieilles dames) et au sphinx, roches érodées aux formes curieuses.
- Maison musée Cezar Petrescu, (1892-1961), écrivain
- Château Cantacuzène, construit en 1910 par le Prince Georges Grégoire Cantacuzène (1832-1913), Premier Ministre roumain en 1899-1900 et en 1904-1907.
- Église orthodoxe de 1889, construite sur la volonté du roi Carol Ier et de sa femme Élisabeth de Wied, avec des fresques et des icônes du peintre Gheorghe Tattarescu

## Jumelages
- Moissy-Cramayel (France) depuis 1993
- Midoun (Tunisie) depuis 2000

## Galerie

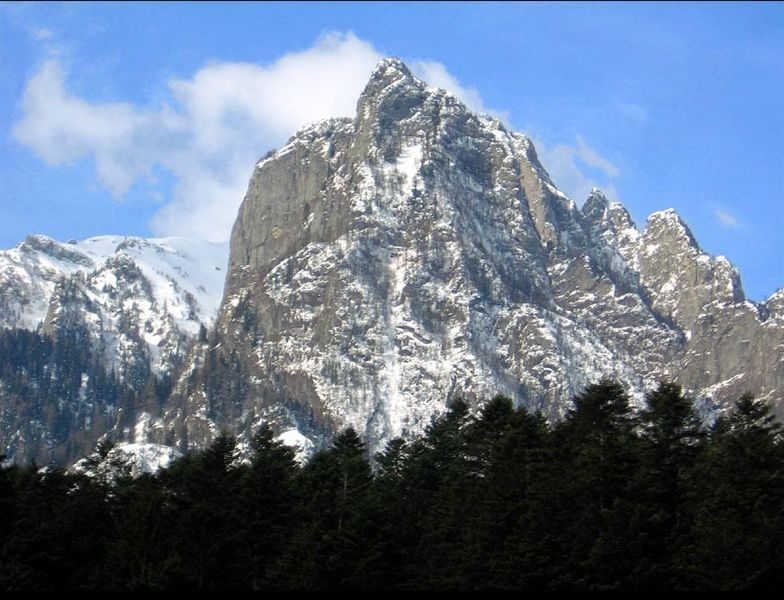
Le Mont Caraiman
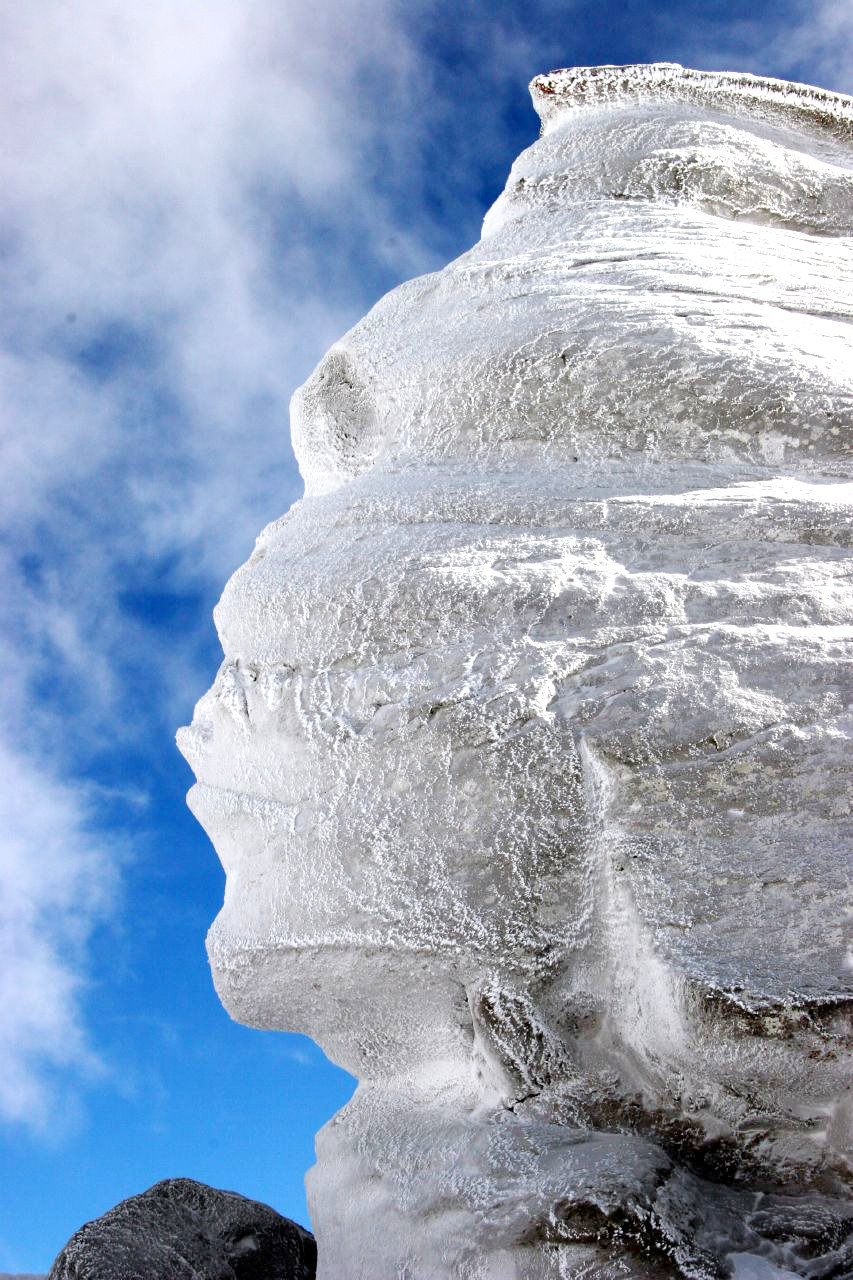
Le Sphinx des Monts Bucegi
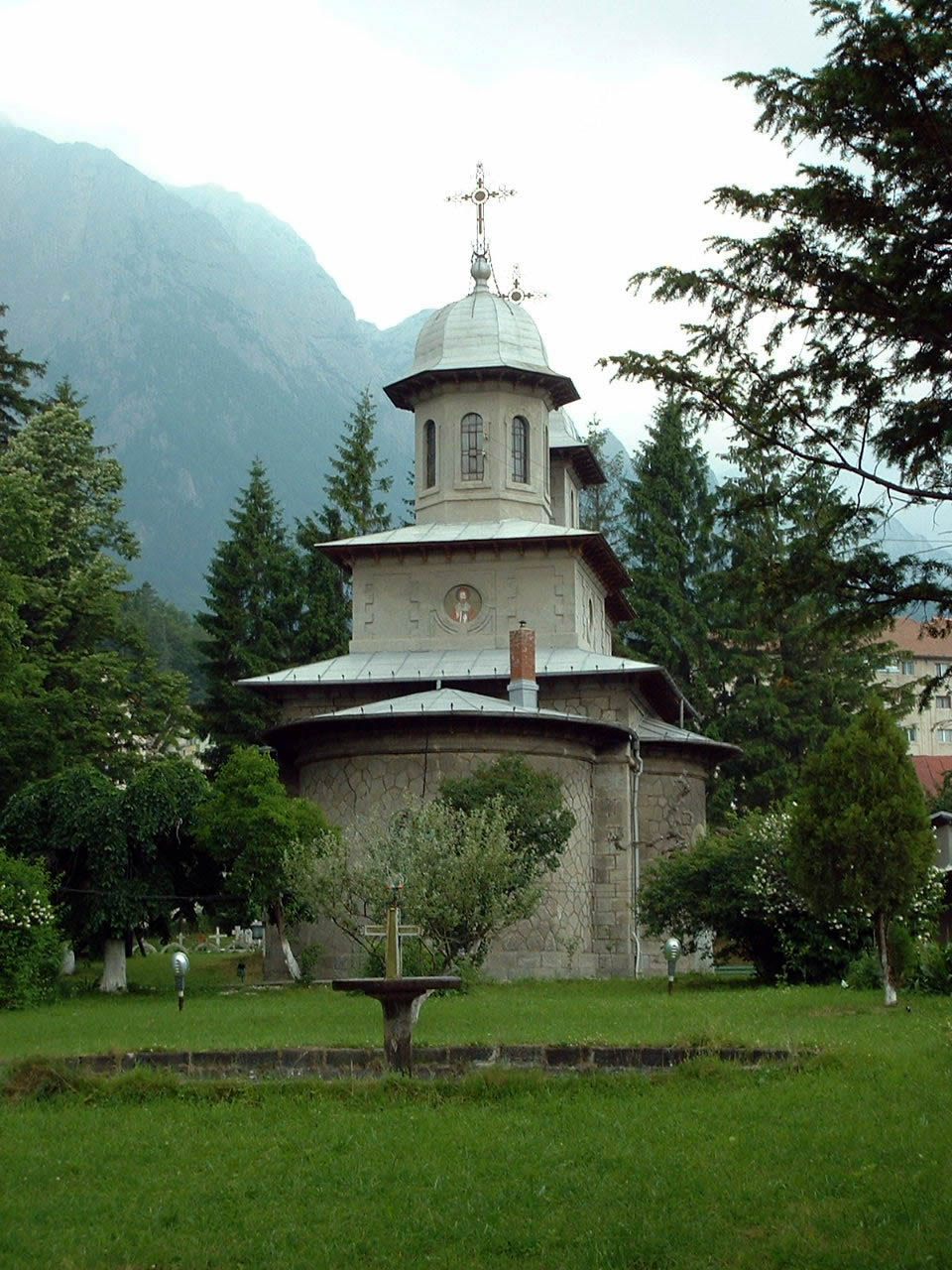
L'église de Bușteni
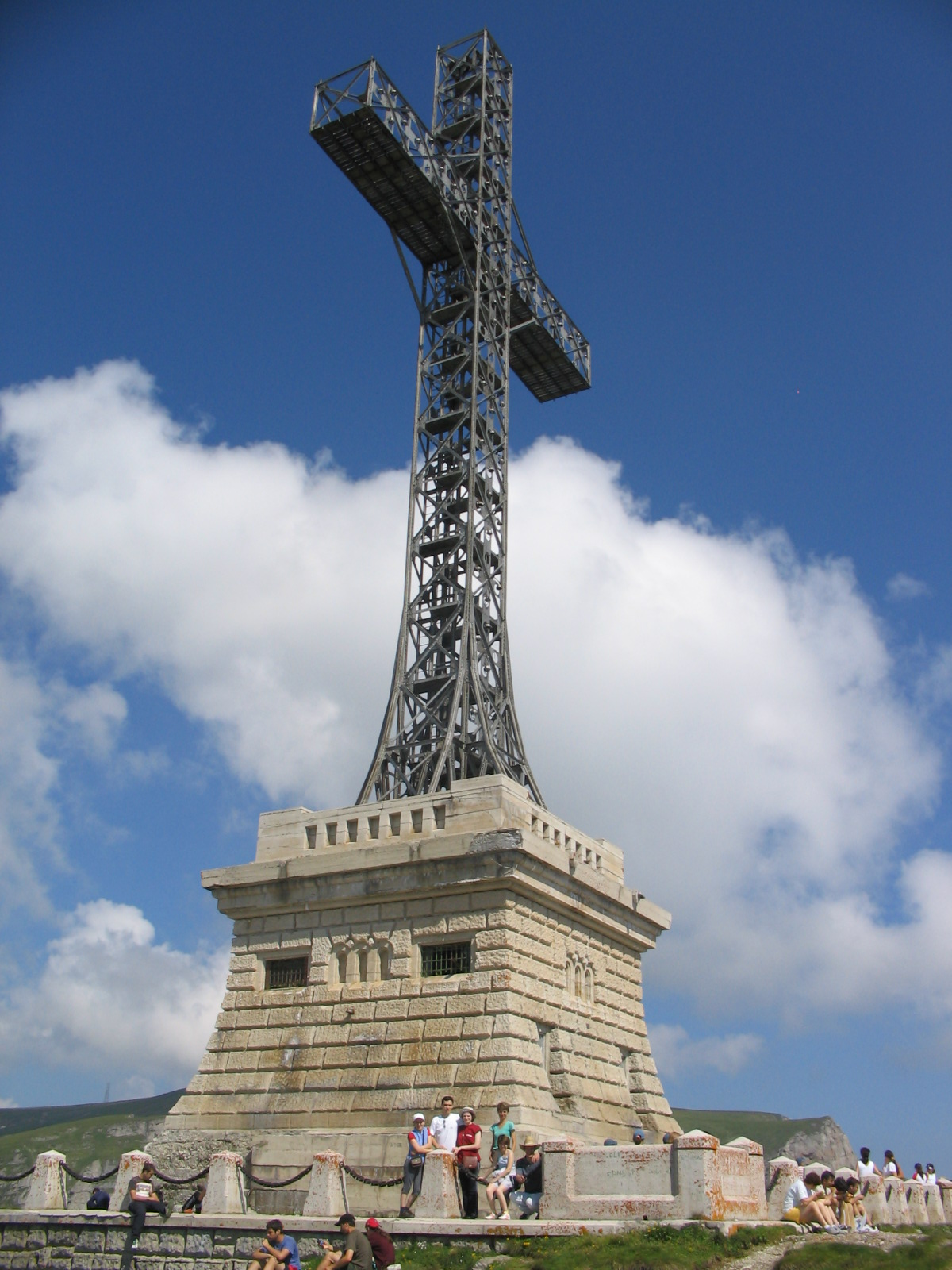
La Croix du Mont Caraiman

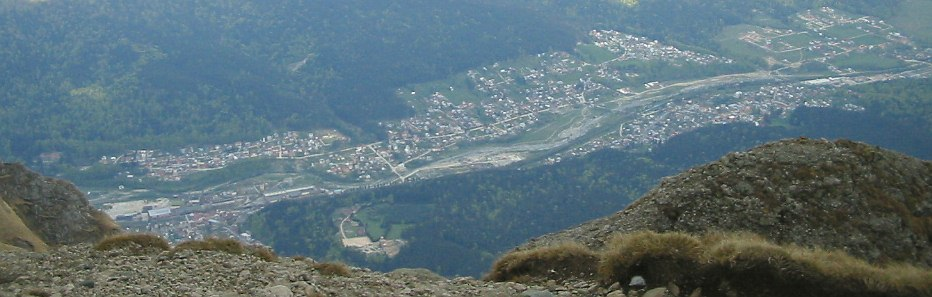
Bușteni vue depuis le Mont Caraiman